# 송한영
송한영(1981년 3월 2일 ~ )는 1981년 3월 2일 서울특별시에서 태어난 대한민국의 기업인이다.  2020년부터 인도 전통의학 아유르베다 (ayurveda) 의사가 만든 체질티를 판매하는 '베다라이프'의 대표로 활동중이다.  '베다라이프'는 인도에서 아유르베다 의사자격을 소지한 한국인이 직접 개발한 아유르베다 브랜드 운영 회사이고 아유르베다 체질 검사를 통한 맞춤형 체질티를 제공하고 있다.

## 학력
- 2007년 중앙대학교 건축과 졸업
- 2014년 Gujarat Ayurved University 졸업

## 경력
- 2010년 '인도전통의학 아유르베다' 출간
- 2020년 원광디지털대학교 외래교수
- 2020년 월간 비건 원고 기고 중
- 2020년 베다라이프 대표

## 활동
- 2007년 중앙대학교 건축과를 졸업했다.
- 2010년 '인도전통의학 아유르베다'를 출간했다.
- 2014년 인도에 위치한 Gujarat Ayurved University를 졸업했다.
- 2015년부터 현재까지 원광디지털대학교에서 외래교수로 활동 중이다.
- 2019년부터 현재까지 월간 비건 원고를 기고 중이다.
- 2020년 베다라이프(www.apoveda.com)에서 대표직을 맡고있다.

## 주요 저서
- 인도전통의학 아유르베다 / 한언출판사 / 2015